# Guvacin
Guvacin je piridinski alkaloid prisutan u Areka orahu. On je eksperimentalni lek, bez odobrene indikacije. Eksperimentalne studije se sprovode da bi se utvrdila njegova fiziološka svojstva i mehanizmi dejstva. Poznato je da je guvacin specifičan inhibitor GABA preuzimanja bez znatnog afiniteta za GABAB receptore.

## Osobine
| Osobina                  | Vrednost |
| ------------------------ | -------- |
| Broj akceptora vodonika  | 3        |
| Broj donora vodonika     | 2        |
| Broj rotacionih veza     | 1        |
| Particioni koeficijent ( | -2,7     |
| Rastvorljivost (logS, log(mol/L))       | -0,6     |
| Polarna površina (PSA, Å2)  | 49,3     |